# برايان كلوز
برايان كلوز (بالإنجليزية: Brian Close)‏ هو لاعب كرة قدم بريطاني، ولد في 27 يناير 1982 في بلفاست في المملكة المتحدة. شارك مع منتخب أيرلندا الشمالية تحت 21 سنة لكرة القدم. أما مع النوادي، فقد لعب مع دارلينجتون إف سى ونادي تشيسترفيلد ونادي ميدلزبره.

## وصلات خارجية
- برايان كلوز على موقع قاعدة بيانات كرة القدم.إي يو (الإنجليزية)
- برايان كلوز على موقع Soccerbase.com (لاعب) (الإنجليزية)